# Andre Chase
Chance Barrow (Eden, Carolina del Norte, 22 de abril de 1989) es un luchador profesional estadounidense. Actualmente trabaja para la empresa WWE, donde se presenta en la marca NXT bajo el nombre de ring Andre Chase. Anteriormente era conocido por el nombre de ring Harlem Bravado, donde se asoció con su hermano Lance Bravado trabajando para Ring of Honor y Pro Wrestling NOAH como los Bravado Brothers.

## Carrera

### Ring of Honor (2008–2012)
Barrow y su hermano mayor Houston entrenaron en la Academia de Lucha Libre de Ring of Honor (ROH) bajo la tutela de Delirious en 2008.
Debutó en ROH en septiembre de 2009 como Harlem Bravado junto a su hermano Lance Bravado como los Bravado Brothers, y durante los siguientes meses compitieron en combates no televisados, enfrentándose a luchadores como Tony Kozina y Anthony Nese. Su primer combate como parte del roster principal fue en el 8th Anniversary Show, donde fueron derrotados por Kings of Wrestling (Chris Hero y Claudio Castagnoli). Entraron en el torneo Tag Wars 2010, llegando a las semifinales antes de perder contra el Dark City Fight Club de Kory Chavis y Jon Davis. Tras las derrotas ante equipos como Future Shock (Adam Cole y Kyle O'Reilly) y Grizzly Redwood y Andy Ridge, desarrollaron una racha de victorias a partir de enero de 2011, que duró hasta que fueron derrotados por Future Shock en Supercard of Honor VI el 21 de mayo. En Tag Team Turmoil 2011, The Bravados entraron en el torneo para determinar los próximos retadores al ROH World Tag Team Championship. Derrotaron a The Briscoe Brothers (Jay y Mark Briscoe), pero perdieron ante Future Shock en la final. El 17 de septiembre, los Bravado Brothers aparecieron en su primer pago por evento de ROH Death Before Dishonor IX, cuando formaron parte de un combate de triple amenaza de eliminación contra The Young Bucks y Future Shock; los Bravado Brothers fueron el primer equipo eliminado. En noviembre, el dúo perdió ante The Briscoe Brothers en un combate clasificatorio para el Survival of the Fittest tournament. En el pago por evento Final Battle 2011, los Bravado Brothers formaron parte de un combate por equipos para determinar los aspirantes número uno al Campeonatos Mundiales en Parejas de ROH, pero fueron el primer equipo eliminado por Caprice Coleman y Cedric Alexander.
Los Bravado Brothers regresaron a ROH en Unity en abril de 2012, derrotando a The Young Bucks. Al mes siguiente, desafiaron a The World's Greatest Tag Team (Shelton Benjamin y Charlie Haas) por los Campeonatos Mundiales en Parejas de ROH. Ganaron el combate por descalificación, por lo que no ganaron el campeonato. Sólo compitieron esporádicamente para ROH a mediados de 2012, incluyendo una derrota ante Coleman y Alexander en Glory By Honor XI, que fue su última aparición en ROH.

### Circuito independiente (2011-2021)

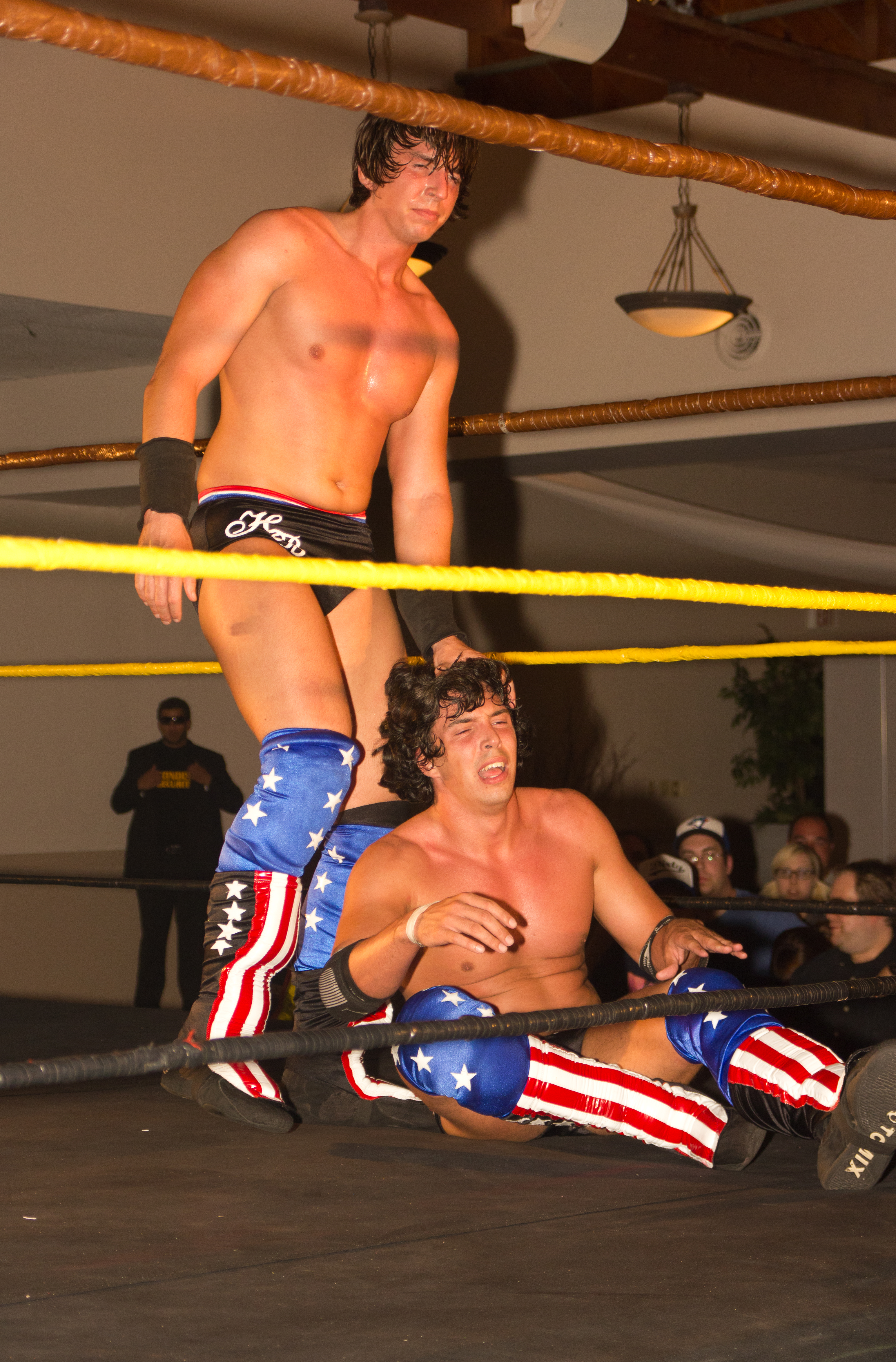
Harlem (de pie) y Lance Bravado en el ring en un show de Chikara en junio de 2012.

El 12 de noviembre de 2011 los Bravado Brothers debutaron para Chikara, perdiendo ante 3.0 (Scott Parker y Shane Matthews). A lo largo de 2012 hicieron apariciones esporádicas para la promoción, incluyendo su participación en el torneo cibernetico de 2012 el 18 de noviembre, como parte del Team Kevin Steen. El 18 de mayo de 2013, los Bravados regresaron para participar en el 2013 Tag World Grand Prix, pero fueron eliminados en primera ronda por The Batiri (Kodama y Obariyon).
En 2013, Harlem junto a Lance Bravado comenzaron a trabajar para la promoción Evolve Wrestling. El 30 de mayo, derrotaron a Maxwell Chicago y Sugar Dunkerton en Evolve 20 y al día siguiente en Evolve 21, derrotaron a Derek Ryze y Andrew Everett. El 2 de junio, en Evolve 22, formaron equipo con Everett en una derrota ante Dos Ben Dejos y Shane Strickland.
El 5 de julio, en el pago por evento por internet Declaration of Independence, Harlem ganó el FIP Tag Team Championship junto a Lance Bravado en una triple amenaza contra Dos Ben Dejos y KOA (Sugar Dunkerton y Aaron Epic). El 16 de noviembre los Bravado Brothers derrotaron a The Young Bucks para ganar el Open the United Gate Championship de Dragon Gate USA. El 6 de diciembre, perdieron el FIP Tag Team Championship ante Rich Swann y Roderick Strong. El 14 de septiembre de 2014, en Evolve 35, los Bravado Brothers perdieron el Open the United Gate Championship ante Anthony Nese y Caleb Konley en un combate de triple amenaza, en el que también participaron AR Fox y Rich Swann. En 2017 Lance Bravado se retiró de la lucha libre mientras que Harlem continuó luchando como luchador individual en el circuito independiente principalmente para Evolve Wrestling antes de firmar con WWE en 2021.

### Pro Wrestling Noah (2012–2013)
En enero de 2012 Harlem y su hermano Lance Bravado se trasladaron a Japón durante tres meses para entrenar y competir con Pro Wrestling NOAH. Mientras estuvo en Noah, compitió principalmente en combates individuales, pero también formó equipo esporádicamente con Lance Bravado.

### Total Nonstop Action Wrestling (2016)
En diciembre de 2016 apareció en el episodio especial de Impact Wrestling "Total Nonstop Deletion" junto a Lance Bravado como los Bravado Brothers como participantes en el Tag Team Apocalypto por el TNA Tag Team Championship.

### WWE (2021-presente)
En febrero de 2021 se anunció que Harlem Bravado había firmado con WWE y que se presentaría en el WWE Performance Center.
En el episodio del 2 de julio de 2021 de 205 Live, hizo su debut bajo el nombre en el ring Andre Chase derrotando a Guru Raaj para clasificarse para el Torneo Breakout de NXT. En el episodio del 20 de julio de NXT, fue derrotado por Odyssey Jones en la primera ronda.
En el episodio del 21 de septiembre de NXT, debutó con un nuevo personaje de profesor heel y comenzó a presentar un segmento en el programa llamado Andre Chase University. Comenzó a enemistarse con Odyssey Jones tras burlarse de él por perder en el Torneo Breakout y costarle un combate contra LA Knight. Durante los siguientes meses, Chase reclutaría a Bodhi Hayward y Thea Hail como sus nuevos alumnos para la Universidad Chase y poco a poco se volvería face. En el episodio del 20 de septiembre de 2022 de NXT, Chase y Hayward conseguirían una victoria sobre Carmelo Hayes y Trick Williams. Esto le valió a Chase un combate clasificatorio por el Campeonato Norteamericano contra Von Wagner en el episodio del 4 de octubre de NXT, pero fue derrotado. 
En noviembre, Hayward fue liberado de su contrato con WWE, alejándolo así de la Chase U. En el episodio del 1 de noviembre de NXT, Duke Hudson se uniría a la Chase U acompañando a Andre Chase y Thea Hail como abanderado de Chase U y salvaría a Chase de un ataque de Charlie Dempsey. Hizo su primera aparición en el roster principal durante el episodio del 19 de diciembre de Raw, donde se le vio como uno de los luchadores golpeados por The Bloodline entre bastidores. En el episodio del 31 de enero de NXT, Chase y Hudson derrotaron a The Dyad y Edris Enofe y Malik Blade para ganar un lugar en la lucha fatal de 4 esquinas por el NXT Tag Team Championship en NXT Vengeance Day. En el evento, Chase U no tuvieron éxito en la captura de los títulos.

## Campeonatos y logros
- WWE
  - NXT Tag Team Championship (2 veces) - con Duke Hudson (1) y Ridge Holland (1)
- All Star Wrestling
  - Campeonato Británico de Peso Pesado de ASW (1 vez)
- Battle Zone
  - Campeonato de los Estados Unidos de Battle Zone (1 vez)
- Dragon Gate USA
  - Open the United Gate Championship (1 vez) - con Lancelot Bravado[31]
- Full Impact Pro
  - FIP Tag Team Championship (1 vez) - con Lancelot Bravado[12]
- Pro Wrestling Illustrated
  - Clasificado como el número 281 de los mejores luchadores individuales en el PWI 500' en 2012[32]
- Premiere Wrestling Xperience
  - Campeonatos en Parejas de PWX (2 veces) - con Lancelot Bravado[33]
- Wrestle Force
  - Campeonatos en Parejas de Wrestle Force (1 vez) - con Lancelot Bravado[34]